# カナスタ
カナスタとはトランプゲームの一種である。ラミーやセブンブリッジと同系統のゲームであり、手札の数字をそろえて公開することで点数を獲得し、合計を競うが、通常のラミーとは異なり、数値の連続は組み合わせとみなさない。また上がるためには7枚以上のカナスタという組み合わせが必要になる。通常2組のトランプを使い、ワイルドカードの使い方や得点計算のしかたが独特である。

## 歴史
カナスタ（スペイン語: canasta）とは、スペイン語で「かご」を意味する語である。もともと1939年にウルグアイのモンテビデオで、セグンド・サントスとアルベルト・セラートの2人がラミー系のコンキアンというゲームにコントラクトブリッジの要素を追加することによって発明した。その後南米各地でプレイされるようになった。アメリカ合衆国には1940年代の末に伝わって、1950年代に大流行した。

## ルール
ここでは、もっとも一般的な、4人の競技者がふたりずつパートナーになって行う時のルールを説明する。

### 使用するカード
通常のトランプ（52枚＋ジョーカー2枚）を2組、合計108枚を使用する。

### カードの点数
各カードの点数は以下のとおり。合計すると1,180点になる。
| カード             | 点数 |
| ------------------ | ---- |
| 3♦, 3♥             | 0    |
| 3♣, 3♠, 4, 5, 6, 7 | 5    |
| 8, 9, 10, J, Q, K  | 10   |
| A, 2               | 20   |
| ジョーカー         | 50   |

### メルドとカナスタ
このゲームにおいて、メルドとは、同じランクのカード3枚以上からなる組み合わせのことを言う。手札にメルドがあれば、公開して自分の前に置くことができる。メルドの点数はカードの点数の合計である。
チームの最初のメルドについては、最低の点数が持ち点によって決まっていて、公開するメルドの点（カナスタなどのボーナス点は含まない。複数のメルドがあるときはその合計点）がそれを超えていないと公開できない。
| 得点       | 最低点 |
| ---------- | ------ |
| マイナス点 | 15     |
| 0～1495    | 50     |
| 1500～2995 | 90     |
| 3000～     | 120    |

メルドにはワイルドカード以外を最低2枚含まなければならない。またワイルドカードは最大3枚までしか含むことができない。
ひとつのチームが同じランクの複数のメルドを作ることはできない。
メルドを作った際、メルドの構成するカードが7枚以上の場合をカナスタという。カナスタにはカードの点数に加えてボーナスがつく。カナスタにワイルドカードを含む場合は300点、含まない場合は500点である。

### 特殊なカード
- 2とジョーカーは、ワイルドカードで、3以外のどのランクにもなる。2は必ずワイルドカードであり、2を3枚集めたものをメルドとして公開することは出来ない。
- 赤の3（3♦, 3♥）は特殊なカードで、固有の点数はなく、メルドも構成しない。ただし、単独で公開され、1枚で100点となる。また、同じチームが4枚すべてを獲得した場合、得点は倍（全部で800点）となる。ただし、赤の3を出したチームにメルドが1つもない場合は、赤の3のボーナス点はマイナスになる（1枚あたりマイナス100点）。
- 黒の3（3♣, 3♠）によるメルドは上がる（後述）際にしか公開できない。また、黒の3のメルドにはワイルドカードは使えない。

### プレイ方法
向かい合う競技者同士がチームを組む。
はじめに各競技者に11枚ずつのカードを配る。最後に1枚を表向きにして脇に置く。これは捨て札の1枚目になる。残りを山札とする。捨て札の1枚目がワイルドカードまたは3の場合は、それ以外のカードが出るまで山札から引いて捨て札として積んでいく。
もし最初の手札の中に赤の3（3♦, 3♥）があれば、ただちにそれを公開し、同じ枚数だけ山札から手札に加える。
ディーラーの左側の競技者から時計回りに順に、次のようにプレイする。
1. 山札の1番上のカード1枚、または捨て札すべてのいずれかを手札に加える。
山札から引いてきたカードが赤の3のときは、ただちにそれを公開して、もう1枚（あれば）引く。
捨て札を手札に加えるためにはいくつかの条件を満たさなければならない。
- 捨て札を手札に加える場合は、捨て札の一番上のカードと手札を使ってメルドを作るか、またはそのカードを既存のメルドに追加しなければならない。
- チームがまだメルドを作っていないとき、および捨て札がワイルドカードまたは赤の3を含むときは、フリーズといい、通常は捨て札を手札に加えることは出来ない。ただし、手札に同一ランクのカード（ワイルドカードは除く）が2枚あって、その2枚と捨て札の一番上でメルドが作れる場合には、フリーズしていても捨て札を取ることができる。なお、黒の3が捨て札の一番上にある場合も捨て札を取ることはできないが、その上に別なカードが捨てられれば取ることができるようになる。

捨て札に赤の3が含まれる場合（ゲームの最初に捨て札としておかれていた場合）には、捨て札を取ったあとで赤の3を公開する。（追加して手札を補充することはない）
2. 手札からメルドを公開することができる。自分またはパートナーが公開しているメルドに、同じランクの札を加えることも出来る。
3. 手札からカードを1枚、捨て札の山の1番上に表を向けて置く。ワイルドカードの場合フリーズを示すため横向きに置く。
1．から3．の手順を順番に繰り返す。

### 得点計算
ある競技者が2.または3.の段階で手札がなくなると、そこで1回のプレイが終了する。これを上がるという。ただし、上がるためには自分かパートナーがカナスタを1つ以上公開していなければならない。
競技者はパートナーに自分が上がってもいいかどうかたずねることができる。このとき、パートナーの返事に必ず従わなければならない。
上がった競技者には100点のボーナスがつく。上がるときに、すべてのメルドを一度に公開した場合（かつパートナーのメルドに追加もしていない場合）、追加で100点のボーナスがつく（合計200点）。この場合にも、まだパートナーがメルドを作っていない場合は公開の最低得点を満たさなければならないし、パートナーにカナスタがなければカナスタを含んでいなければならない。
だれも上がらないうちに山札が尽きた場合も、プレイが終了する。
各競技者の得点は、（公開したメルドの点数）+ （ボーナス点） -（手札に残ったカードの点数）である。
| 種類                             | 点数                                                       |
| -------------------------------- | ---------------------------------------------------------- |
| 上がり                           | 100                                                        |
| 一度に全部のメルドを出して上がる | 100                                                        |
| 赤3（3♦, 3♥）                    | 1枚100点、全部集めると800点 メルドのないチームではマイナス |
| ワイルドカードのあるカナスタ     | 300                                                        |
| ワイルドカードのないカナスタ     | 500                                                        |

### ゲームの終了
得点をチームごとに記録していき、先に5000点に達したチームの勝ちとなる。

## 基本的な戦術
- 相手チームより先にカナスタを作ることはきわめて重要である。
- パートナーのメルドしたカードと同じランクのカードがあれば、できるだけ追加していく。うまくいけばカナスタになるかもしれない。
- 早い段階でカードをさらしすぎて手札の枚数が少なくなると手詰まりになりやすい。捨て札をロックされたときに解消が難しくなるし、危険なカードを捨てなければならない可能性も高くなる。メルドは、それがカナスタになる可能性が高い場合や、メルドによって捨て札を利用できる場合はすぐに公開してよいが、そうでない場合には公開を控えるのがよい。最初のメルドは最低点の条件を満たす程度に、なるべく枚数を少なく（1枚あたりの点数を高く）すべきである。
- 捨て札を取るのは手札の枚数を増やすためにも重要である。捨て札がフリーズしていても取ることができるように、ペアをたくさん手持ちにしておくのがよい。
- 自分のチームがまだメルドを作っておらず、相手チームだけがメルドを公開している場合は、相手チームが捨て札を取るのを妨害するために、わざとワイルドカードを捨ててフリーズさせたりする。
- 点数の小さなカードを優先して捨てる。さもないと、相手に捨て札を取られて高い点数のメルドを作られる危険がある。
- 危険なカードを捨てなければならないときは、なるべく捨て札の枚数が少ない時に行う。
- 自分の左側の競技者が何を捨てたかを記憶しておく。それと同じカードを捨てれば、その捨て札が取られる可能性は少ない（ラミー系ゲームに共通の技法）。

## 他の人数の場合
カナスタは2人から6人までできることになっているが、人数の多いバリエーションは実際にはあまり行われていない。2人カナスタは人気がある。
- 2人カナスタ

基本的には4人と同じであるが、パートナーは存在しない。手札は各15枚で、山札からのドローが2枚になる（捨て札は1枚）。上がるためには2つのカナスタを作らなければならない。
- 3人カナスタ

やはりパートナーは存在しない。手札は各13枚を使用する。それ以外は4人の場合と同様である。
- 5人カナスタ

2人のチームと3人のチームに分ける。3人のチームはひとりが交代に休むので、実際のプレイは2対2で行われる。ルールは基本的に4人の場合と同じである。
- 6人カナスタ

3人ずつ2つのチームに分かれ、4人の場合と同様にプレイする場合と、2人ずつ3つのチームに分かれる場合がある。

## バリエーション
他のラミー系のゲームもそうだが、カナスタはルールの追加・変更が簡単であり、無数の変種が存在する。

### サンバ
他のラミーと同様のラン、すなわち同一スートでランクが連続する3枚から7枚までの組み合わせを認める。ランは4以上Aまでのカードを使い、ワイルドカードは使えない。AはKとつながる。7枚のランを「サンバ」という。
カードは3組（162枚）を使用し、手札は15枚。山札からは2枚ずつ引き、1枚ずつ捨てる。同一ランクのメルドを作るのに、ワイルドカードは2枚までしか使えない。捨て札のトップで新しいメルドを作るには、フリーズしていなくてもワイルドカードを使ってはならない。フリーズしていない場合、捨て札のトップは既存のメルドに追加するのに使えるが、カナスタやサンバに追加することはできない。ランを作るために捨て札のトップを使うことはできない。
すでに出来上がったカナスタに追加できるのは同じランクのカードだけで、ワイルドカードは追加できない。
上がるためにはカナスタとサンバを合わせて2つ以上なければならない。上がりボーナスは200点だが、一度にあがってもボーナスは追加されない。サンバのボーナスは1500点。赤の3はひとつ100点だが、6つ取ると1000点になる。ただしカナスタやサンバが2つないチームではその分マイナスになる。先に10000点を取った側が勝つ。最初のメルドの最低点は3000点以上7000点未満が120点、7000点以上は150点になる。

### ボリビア
サンバの変種で、ランに加えてワイルドカードだけからなるメルドを認める。ワイルドカードのカナスタを「ボリビア」といい、ひとつ2500点。サンバと同様に2つのカナスタ・ボリビア・エスカレラ（サンバのこと）がないと上がることができないが、そのうち少なくともひとつはエスカレラでなければならない。
手札に残った黒の3は1枚当たりマイナス100点と計算する。15000点を先に取った側が勝つ。

### ハンドアンドフット
アメリカ合衆国およびカナダで行われる。通常は4人で競技し、カード5組（270枚）を使用する。このゲームでは各人が通常の手札（hand）13枚のほかに、足札（foot）13枚を持つ。手札を使い切った競技者は、その次に順番が回ってきたときから足札を使う。ただし、捨て札をする前に手札を使いきった場合は、足札をすぐに使って、そこから1枚を捨てる。手札がつきる前に足札を見てはならない。上がるためには自分とパートナーの両方が足札を使っていなければならない。
山札からは2枚ずつ引いて、1枚捨てる。通常のカナスタと違い、捨て札を取るときは上から7枚だけ（捨て札が7枚以下なら全部）を取る。捨て札は常に通常のカナスタでいうフリーズした状態にある。
メルドは3枚以上7枚以下でなければならない。ワイルドカードは5枚以下のメルドでは最大1枚、6枚以上のメルドでは最大2枚使える。ほかにワイルドカードだけのメルドを作ることができる。捨て札の一番上がワイルドカードの場合、手札にワイルドカードが2枚あれば捨て札を取ってワイルドカードのメルドを作ることができる。ワイルドカードだけのカナスタはひとつ1500点。同じチームは同一ランクの7枚未満のメルドを複数作ることはできないが、既存のカナスタと同一ランクのメルドを作ることはできる。
公開していない赤の3はマイナス100点。黒の3はメルドに使えない。捨てることはできる。
上がるためにはワイルドカードのないカナスタを2つ・ワイルドカードのあるカナスタを2つ・ワイルドカードだけのカナスタを1つの、少なくとも5つのカナスタが必要になる。上がるときには上がってもいいかどうかパートナーに尋ねなければならない。
ディーラーを交代しながら4回戦って、得点の多い方を勝ちとする。最初のメルドの最低点は1回戦が50点・2回戦が90点・3回戦が120点・4回戦が150点となる。
ルールは複雑だが、カードの枚数が非常に多いので、カナスタは作りやすい。

### 現代アメリカのカナスタ
非常に複雑、かつ縛りのきついルールで、しかも失敗したときのペナルティが非常に大きい。
2組108枚のカードを使用し、手札は13枚。初期状態では捨て札は1枚もない。山札のほかに2つの裏向きの山（1つは4枚・もう1つは3枚からなる）を作っておく。上がるためには2つのカナスタが必要となる。また、必ず1枚を捨てて上がらなければならない（メルドで全部のカードを使い果してはならない）。
メルドは3枚以上7枚以下でなければならない。1つのメルドに使えるワイルドカードは最大2枚までである。カナスタがないチームのメルドの点数は、逆にマイナスになる。
Aと7のメルドには特別な制約がある。Aは最初のメルドとして公開する場合を除きワイルドカードを使ってはならない。7のメルドは常にワイルドカードを使ってはならない。捨て札が場に1枚も出ていないとき、Aや7を捨てることはできない（それ以外に捨てられるカードがない場合を除く）。Aと7のカナスタはひとつ2500点だが、6枚以下のAと7のメルドはマイナス2500点。プレイの終了時に手札にAか7の同一ランク3枚以上の組が残っていたら、ひと組あたりマイナス1500点。
ワイルドカードだけのメルドも作ることができる。ワイルドカードの7枚以下のメルドがあるとき、それが7枚に達するまではワイルドカードをそれ以外のメルドに追加することはできない。ワイルドカードのカナスタはひとつ2000点（ただし、4枚のジョーカーを含んでいたら2500点、2だけからなるカナスタは3000点）。ワイルドカードの6枚以下のメルドはマイナス2000点。
3は赤も黒もボーナスカードであり、手札の中にあったり山から引いてきたりしたら、通常は公開して、同数のカードを山札から補充する（必ず公開しなければならないわけではない）。3をメルドに使うことはできない。上がる時を除いて3を捨てることはできない。公開した赤3は1枚100点・2枚300点・3枚500点・4枚1000点。黒3も同じ点数である。ただしカナスタが2つ以上あるときのみこのボーナスが発生する。カナスタが1つのときは0点、カナスタがないときはマイナスになる。3が手札に残った場合、1枚5点として計算する。
ワイルドカードは上がる時、または手札が全部ワイルドカードの時以外捨てられない。
捨て札は常時通常のカナスタでいうフリーズされた状態になっている。
8500点を先取した側の勝ちとなる。
最初のメルドの最低点は非常に高く、3000点未満で125点、3000点以上5000点未満で155点、5000点以上は180点になっている。最初のメルドにはワイルドカード以外が最低3枚あるか、またはワイルドカードのみのメルドでなければならない。ただし、最初のメルドがワイルドカードを含まないカナスタまたはワイルドカードのみのカナスタである場合には最低点を満たさなくても構わない。チームの最初のメルドを行った競技者は、次に自分の番が来たときに、最初に裏向けにしておいたカードを手札に加えることができる。先に最初のメルドを行ったチームの競技者が4枚の方を取り、もうひとつのチームの競技者が3枚の方を取る。
その他、特殊な上がり形がある。自分のチームがまだひとつもメルドを公開していない時、14枚の手札が以下のいずれかの状態になったら即座に上がることができる。このときはボーナス点は（プラスもマイナスも）一切計算されない。
- ストレート: すべてのカードのランクが異なる（1枚のジョーカーを含む）。3000点。
- ペア: 7対のペアができているとき（麻雀の七対子と同じ）。2のペアを含む場合は、ほかに7とAのペアもなければならない。2のペアを含む場合は2000点、そうでない場合は2500点。
- ガーベジ：3枚の同一ランクのカードが2組と、4枚の同一ランクのカードが2組あるとき。2000点。